# Otto Mønsted (virksomhed)
Otto Mønsted A/S var en dansk producent af margarine, blandt andet det kendte OMA-mærke (Otto Mønsted Aarhus). Firmaet blev stiftet i 1909 af Otto Mønsted, der etablerede sig i 1865 i Århus som engroshandler i smør, korn og foderstoffer. Allerede i 1883 havde han begyndt en produktion af margarine. Firmaet, som ejes af Otto Mønsteds Fond, er i dag et investeringsselskab.
Firmaet havde fabrikker i København og Aarhus. Begyndende i 1929 blev konkurrencen på det danske marked for margarine gradvist skærpet, idet hollandske virksomheders opkøb af danske fabrikker resulterede i kraftige prisfald og en stigende konkurrence. Disse konkurrenter blev efterhånden samlet i firmaet Unilever.
Modsvaret på den udenlandske konkurrence blev en fælles prispolitik og regulering, der blev indgået som en tiårig aftale 1931 mellem de tre store danskejede margarineproducenter, Margarinefabrikken Alfa, Solofabrikken og Otto Mønsted A/S.
I 1947 blev der via firmaet A/S Margarine-Compagniet etableret et kartelsamarbejde mellem Alfa, Solo (i mellemtiden overtaget af Unilever) og Otto Mønsted A/S. Ifølge aftalen skulle samarbejdet vare i 25 år. Samtidig blev Otto Mønsteds OMA-navn fælles varemærke. Aftalen
var kontroversiel og udløste en forespørgselsdebat i Folketinget.
Da samarbejdsaftalen udløb i 1972, forblev Otto Mønsted A/S og Unilever i samarbejdet, nu under navnet Margarine-Selskabet, mens Alfa brød ud og fortsatte som selvstændig virksomhed. Alfas afvisning af at lade sig opsluge af den monopollignende gigant Unilever blev startskuddet til margarinekrigen. I det følgende årti fordoblede Alfa sin markedsandel. I samme periode lukkede Otto Mønsted sin margarineproduktion ned (1982) og solgte varemærkerne til Unilever.
I København var firmaets arkitekt Osvald Rosendahl Langballe, der både tegnede det pompøse hovedsæde med granitelefanter på den nuværende Otto Mønsteds Plads og fabrikkens bygninger i Vasbygade i Københavns Sydhavn (1911-12, præmieret af Københavns Kommune 1914). Selve fabrikken, der var et fint eksempel på jugend-inspireret skønvirke, blev revet ned i 1981.

## Eksternt link
- Otto Mønsted A/S's hjemmeside Arkiveret 21. december 2008 hos  Wayback Machine
- Artikel om OMA i AarhusWiki

|  | Denne artikel er mærket geografiske koordinater mangler og der er defineret et hovedkvarter Pt. kan skabelonen, som sættes denne besked, ikke håndtere geografiske koordinater på et hovedkvarter. Men der arbejdes på sagen. Du kan hjælpe ved at indsætte koordinater i wikidata. |